# Das Brandenburger Tor
Das Brandenburger Tor ("Brandenburger Tor") är en opera med musik komponerad av Giacomo Meyerbeer och libretto av Johann Emanuel Veith. Den skrevs för att fira preussiska arméns seger över Napoleon och återkomst till Berlin 1814. Operan uppfördes aldrig under kompositörens livstid och fick sin premiär först den 5 september 1991 på Schauspielhaus i Berlin, i samband med tvåhundraårsjubileet av kompositörens födelse.

## Bakgrund

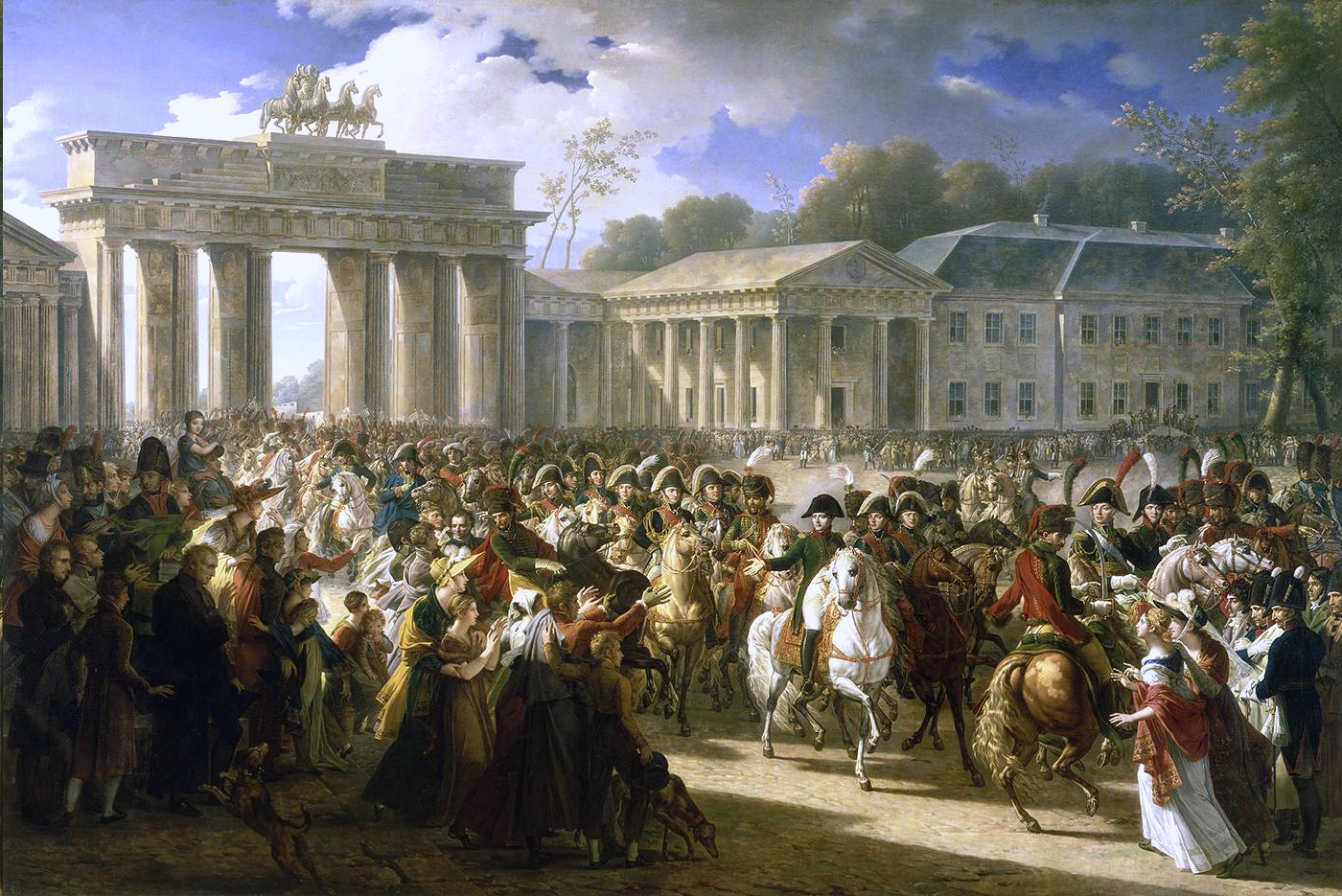
Napoléon i Berlin, målning av Charles Meynier

Operan firar restaureringen den 6 juli 1814 av den berömda quadriga-statyn ovanför Brandenburger Tor i Berlin. Denna kopparskulptur av Johann Gottfried Schadow, som visar segergudinnan på en vagn som dras av fyra hästar, hade forslats bort av Napoleon 1806 som lät föra den till Paris. Efter det första rikets fall återfördes quadrigan till Berlin, där den restaurerades och utsmyckades med en ny symbol för preussisk makt (örnen och järnkorset) av den berömda arkitekten och målaren Karl Friedrich Schinkel.

## Historia
Meyerbeer kände sig knappast bekymrad över Napoleonkrigen 1813-1814. Vid den tiden bodde han i Wien och ägnade sig uteslutande åt musik. Han var också mycket generad när kungen av Preussen bad att en pojke från varje preussisk familj skulle ta värvning i armén för att slåss mot de franska trupperna. Som familjens äldste son borde detta ansvar ha fallit på honom. Det blev hans yngre bror Wilhelm Beer som värvades till den preussiska armén, vilket orsakade viss ånger hos kompositören. Det måste sägas att Meyerbeer alltid kom att visa mycket måttliga nationalistiska känslor gentemot Preussen. Robert Lettelier hävdar att kompositörens ovilja att ta värvning i preussiska trupper för att bekämpa Napoleons arméer kanske berodde på det faktum att det var som ett resultat av Napoleons segrar som preussiska judar fick full medborgarskapsstatus 1812.
I vilket fall som helst ville kompositörens mamma absolut att familjens äldste son skulle kunna delta på ett eller annat sätt i krigsinsatsen. För att göra detta fick hon  Nationalteatern i Berlin att beställa ett patriotiskt Sångspel från sin son, i samband med de segrande truppernas återkomst till huvudstaden, planerad till den 7 augusti 1814. Meyerbeer började att komponera musiken till denna nya opera i Wien och gjorde allt för att slutföra den inom de fastställda tidsramarna.
Men efter ett tillkännagivandet av kungen av Preussen blev det klart att denne inte skulle kunna delta i Berlin-premiären av operan på det planerade datumet. Meyerbeer lade då arbetet med kompositionen åt sidan i flera veckor och avslutade det inte förrän den 20 augusti. Utan tvekan generad över den alltför nationalistiska karaktären i hans komposition (som slutade med en cover på en preussisk patriotisk sång Wohl mir, daß ich ein Preußer bin), sköt han upp sändningen av det färdiga partituret till Berlin, som slutligen anlände långt efter ceremonin vid Brandenburger Tor och de preussiska truppernas återkomst.
Under en vistelse i Berlin 1823 försökte Meyerbeer förgäves få sitt verk framförd på en teater i utkanten av Berlin.
Det var inte förrän den 5 september 1991 som verket äntligen uruppfördes i Berlin, i samband med tvåhundraårsjubileet av kompositörens födelse.

## Personer
| Roller     | Röstläge | Premiärbesättning 1991 (Dirigent: Werner Kotsch) |
| ---------- | -------- | ------------------------------------------------ |
| Luise      | sopran   | Stephanie Möller                                 |
| Wilhelm    | tenor    | Julian Metzger                                   |
| Christoph  | tenor    | Friedemann Körner                                |
| En officer | tenor    | Dietrich Wagner                                  |
| Schroll    | bas      | Edmund Mangelsdorf                               |
| Staudt     | bas      | Joachim Heyer                                    |

## Handling
Ett stort torg framför Brandenburger Tor i Berlin
Sergeant Schroll och en ung soldat vid namn Christoph försöker få ordning på folkmassan som samlats för att bevittna återkomsten av kung Fredrik Vilhelm III av Preussen. Bönderna ombeds att bilda en hedershäck och stadens vakt samlas. Folket minns striderna i Napoleonkrigen. Schroll, som är en veteran från sjuårskriget, berättar om omständigheterna under vilka han förlorade ett ben under en strid. Folket prisar klokheten och beslutsamheten hos kung Fredrik Vilhelm III av Preussen, tsar Alexander I av Ryssland och kejsar Frans I av Österrike, som kunde förbli enade inför Napoleon. Wilhelm, sergeant Schrolls son, beklagar att de unga flickorna bara har ögon för unga män som bär uniform. Därmed bestämde han sig för att ta värvning i armén.
Staudt, Luises far, verkar inte dela den allmänna entusiasmen för militären och vägrar ge sin dotters hand till Wilhelm och, mer allmänt, till någon man i uniform. Wilhelm och Luise, ömsesidigt kär i varandra, är mycket besvikna. I en liten rondo hoppas flickan fortfarande att hennes far ändrar sig. I synnerhet tror hon att kungens återkomst och de populära festligheterna som följer med honom kommer att kunna påverka hennes far. Och detta är verkligen vad som händer: Staudt blir övertygad och överger sig själv till den allmänna patriotiska glöd som framkallas av kungens ankomst. Den renoverade kvadrigan presenteras äntligen. Genom att sjunga en sång till Brandenburger Tors ära uttrycker det samlade folket sin stolthet över att vara preussiska.